# Dubrovniks sommarfestival
Dubrovniks sommarfestival, egentligen Dubrovniks sommarspel (kroatiska: Dubrovačke ljetne igre), är en festival som äger rum årligen 10 juli-25 augusti i Dubrovnik i Kroatien. Festivalen är en av de äldsta kulturfestivalerna i Kroatien och bjuder bland annat på klassisk musik, opera, teater, balett och folklore. Festivalen har en internationell karaktär och gästats av både lokala och  internationella artister. 

### Fotnoter
1. ↑  Kroatiska turistföreningen